# Trio avec piano no 7 de Beethoven
Trio à l'Archiduc
Le Trio avec piano  no 7 en si bémol majeur, opus 97 de Ludwig van Beethoven, est un trio pour piano, violon et violoncelle en quatre mouvements écrit en 1811, et publié en 1816, avec une dédicace à l'Archiduc Rodolphe d'Autriche, c'est pourquoi il est souvent appelé Trio à l'Archiduc (Erzherzog-Trio en allemand).

## Présentation de l'œuvre
L'Archiduc Rodolphe était le plus jeune fils de l'empereur Léopold II d'Autriche. Il fut l'élève de Beethoven dont il resta un ami et protecteur fidèle, l'invitant notamment à rester à Vienne en 1809 alors que le compositeur envisageait de partir à la cour de Westphalie.
Le Trio à l'Archiduc est le plus célèbre des trios de Beethoven. Sa composition, postérieure de deux ans à celle du Trio no 6 opus 70, fut contemporaine de celle de la Septième symphonie. Il a été écrit en moins d'un mois, en mars 1811. Sa création le 11 avril 1814,, avec Schuppanzigh au violon et Linke au violoncelle, donna lieu à l'une des dernières apparitions publiques de Beethoven comme interprète (au piano), alors que sa surdité était presque totale.
Le trio fut publié chez Steiner à Vienne en décembre 1816,.
Les thèmes initiaux des deux premiers mouvements sont très proches de ceux déjà utilisés par Beethoven dans les mouvements correspondants de son Septième Quatuor opus 59 no 1.
Il comporte quatre mouvements 
1. Allegro moderato, à , en si bémol majeur (287 mesures)[4]
2. Scherzo Allegro, à 
, en si bémol majeur (443 mesures)[4]
3. Andante cantabile, à 
, en ré majeur (194 mesures)[4]
4. Allegro moderato, à 
, en si bémol majeur (410 mesures)[4]

Sa durée d’exécution est d'environ 40 minutes.

### Réception
Le violoniste et compositeur Louis Spohr, ayant assisté à une répétition de l’œuvre, a écrit ces mots : « En raison de sa surdité, il ne restait que très peu de la virtuosité de l’artiste que nous avions tant admiré auparavant. Dans les passages forte, le pauvre sourd martelait les touches si fort que les cordes sautillaient bruyamment, et dans les passages piano, il jouait si doux que des groupes de notes entiers étaient imperceptibles; la musique était donc inintelligible à moins d’avoir sous les yeux la partition de pianoforte. Je fus profondément attristé par le tragique sort de Beethoven. »
Le pianiste et compositeur Ignaz Moscheles a pour sa part assisté à la création de l’œuvre : « Dans le monde de la composition, le mot "nouveau" est si souvent lancé à tort et à travers! Toutefois, cela n’est jamais le cas lorsque l’on parle de Beethoven, et c’est encore moins le cas ici : cette œuvre est pleine d’originalité. Sa technique, mis à part l’élément intellectuel, m’a moins plu, manquant de clarté et de précision; j’ai cependant observé beaucoup de vestiges du style grandiose que j’ai longtemps reconnu dans ses compositions. »

## Repères discographiques
- Alfred Cortot piano, Jacques Thibaud violon, Pablo Casals violoncelle, 1928 (EMI Classics) réédition (Naxos)[8],[9]
- Jan Panenka piano, Josef Suk violon, Josef Chuchro violoncelle, 1964 (Supraphon)[10].
- Beaux Arts Trio, 1964 (Philips)[11],[12]
- Daniel Barenboim piano, Pinchas Zukerman violon, Jacqueline du Pré violoncelle, 1969 (EMI Classics)[13]
- Wilhelm Kempff piano, Henryk Szeryng violon, Pierre Fournier violoncelle, 1970 (DG)[14]
- Trio Wanderer, 2012 (Harmonia Mundi)